# Теча
Те́ча — река в Челябинской и Курганской областях России, правый приток Исети. В XX веке подвергалась интенсивному радиоактивному загрязнению. Берёт начало из озера Иртяш.
По данным государственного водного реестра России относится к Иртышскому бассейновому округу, речной бассейн — Иртыш, речной подбассейн — Тобол, водохозяйственный участок — Теча.

## География и гидрология
| Средний расход воды (м³/с) реки Течи по месяцам и за год с 1941 по 1980 гг. (замеры производились на гидрологическом посту в 27 км от устья) |

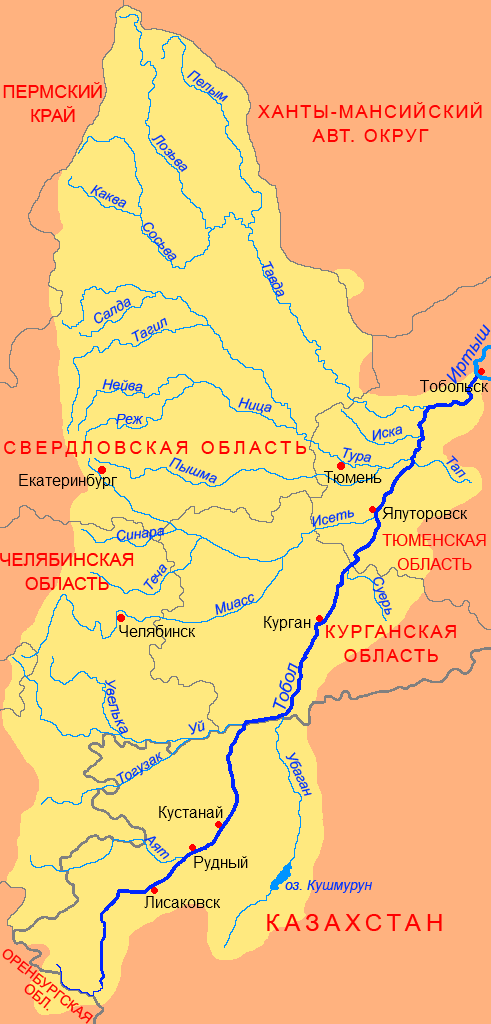
Бассейн Тобола

Длина — 243 км, площадь водосборного бассейна — 7600 км², падение реки составляет 145 м, средний уклон 0,6 ‰. Среднегодовой расход воды в 27 км от устья — 6,7 м³/с.
Водосборный бассейн реки Течи находится на восточном склоне Среднего и Южного Урала на Предуральском плато. В реку осуществляется сток воды Каслинско-Иртяшской системы озёр горного типа. Изначально река начиналась с истока из озера Иртяш (также водоём «В-1»), далее протекала через озеро Кызылташ (ныне водоём «В-2»). Посредством притока Мишеляк осуществляется и сток с озера Улагач. С началом строительства ПО «Маяк» русло верховья реки претерпело значительные антропогенные гидрографические изменения. Была сооружена сеть открытых водоёмов — хранилищ жидких радиоактивных отходов производства, так называемый Теченский каскад водоёмов. С 1965 года началом реки условно считается нижний бьеф плотины водоёма «В-11». Сток Каслинско-Иртяшской системы озёр осуществляется по левобережному каналу и регулируется, а реки Мишеляк по правобережному каналу водоёма «В-11». Сам водоём «В-11» с 1965 года непроточный.

### Теченский каскад водоёмов
Несмотря на уменьшение сброса радиоактивных отходов непосредственно в реку в 1951 году, концентрация радионуклидов в ней продолжала оставаться на высоком уровне, в частности из-за их вымывания из заболоченных участков поймы, вследствие чего было принято решение о перекрытии глухими (непроточными) плотинами заболоченных участков поймы реки в её верховье. В 1951 году был образован водоём «В-3» на месте Кокшаровского пруда между плотинами «П-2» (перегораживает водоём «В-2», озеро Кызылташ) и «П-4». Было частично отселено село Метлино, в дальнейшем с созданием на его месте водоёма (Метлинский пруд) с полным переселением жителей в посёлок Метлино. Официально запрещено водопользование и ловля рыбы в реках Тече и Исети (ниже устья Течи). В 1956 году был создан водоём «В-10» (Шубинский пруд) с земляной плотиной. К 1964 году был создан ниже от него по течению водоём «В-11».
Теченский каскад водоёмов (ТКВ) — комплекс гидротехнических сооружений, принадлежащий ПО «Маяк». ТКВ представляет собой относительно замкнутую систему из четырёх водоёмов («В-3», «В-4», «В-10», «В-11» — в отличие от остальных спецводоёмов предприятия, представляют собой пруды (водохранилища) созданные искусственно в первоначальном русле реки Течи) и каналов, в которых отстаиваются низкоактивные жидкие радиоактивные отходы и осаждаются на дне нерастворимые в воде частицы, в том числе радиоактивные, образовавшиеся в ходе работы комбината «Маяк». Общая площадь водоёмов составляет 67,4 км², а общий объём — 357,9 млн м³.
Теченский каскад водоёмов — практически замкнутая система. Его отделяет от Течи, а следовательно, и от открытой гидрографической сети, плотина. Таким образом, попадание радиоактивных нуклидов в Течу возможно лишь при переполнении озёр Теченского каскада, либо при износе плотины — такой прецедент известен (см. раздел Уголовное дело Садовникова). В 1987 году при превышении уровня воды в водоёме «В-11» произошла фильтрация воды в правобережные и левобережные каналы и поступление стронция-90 в нижнее течение реки Мишеляк и в саму Течу.

## Притоки
(расстояние от устья)
- 37 км: Шутишка (лв)
- 39 км: Боровая (лв)
- 61 км: Басказык (пр)
- 88 км: Межевая (лв)
- 201 км: Зюзелка (пр)
- 226 км: Мишеляк (пр)

В притоках реки наблюдается постепенное незначительное радиоактивное загрязнение путём разноса радионуклидов из реки Течи и её поймы вследствие миграции животных, в частности рыб. Приток Мишеляк загрязнялся радионуклидами изначально, как и сама река, в настоящее время в нижнем течении протекает по обводному каналу рядом с технологическим водоёмом по хранению жидких радиоактивных отходов Теченского каскада.

## Радиоактивное загрязнение

Река Теча у села Русская Теча. 2013 г.

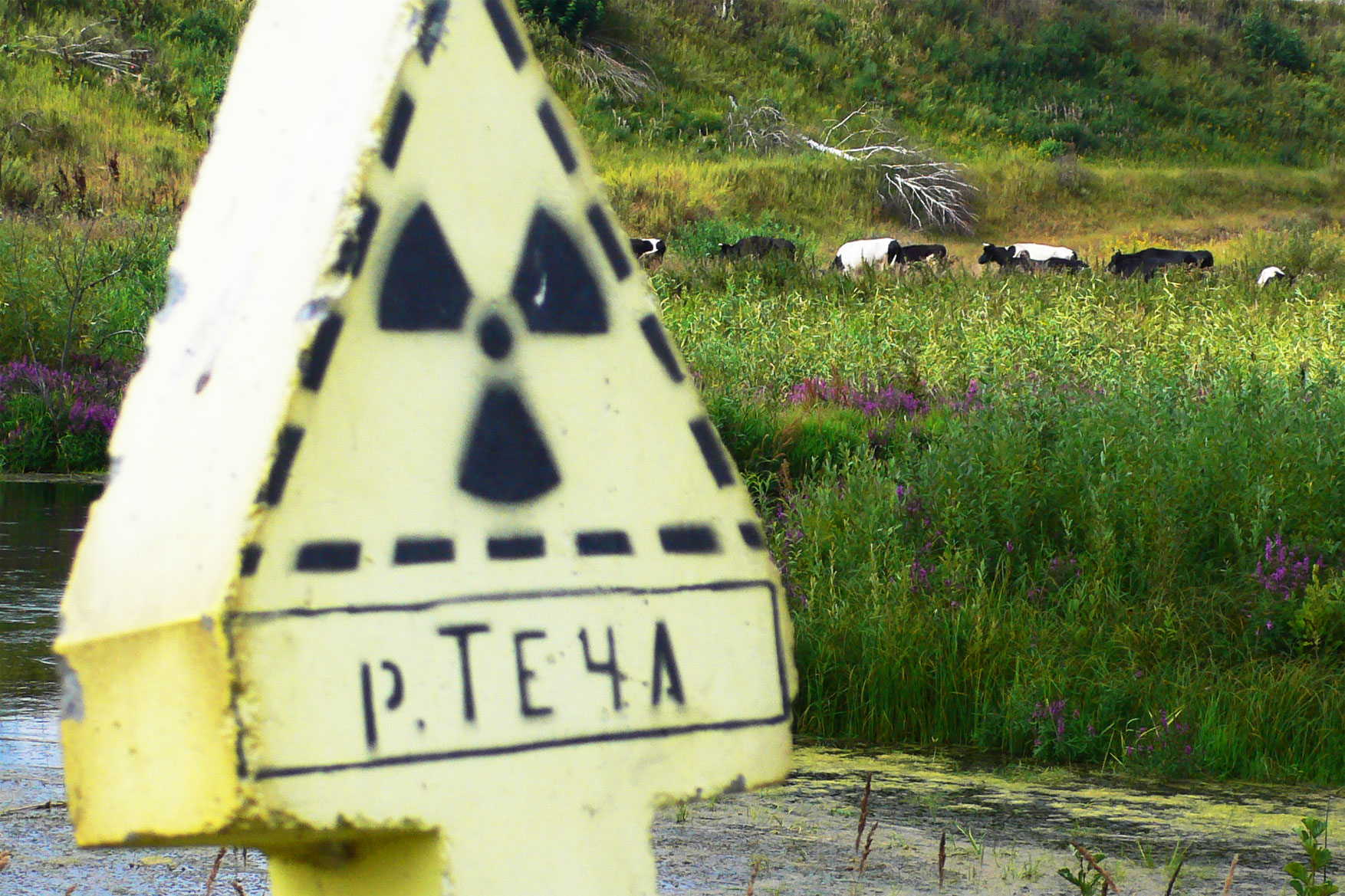
Знак радиационной опасности и коровы, пасущиеся у реки. Ранее 2007 г.

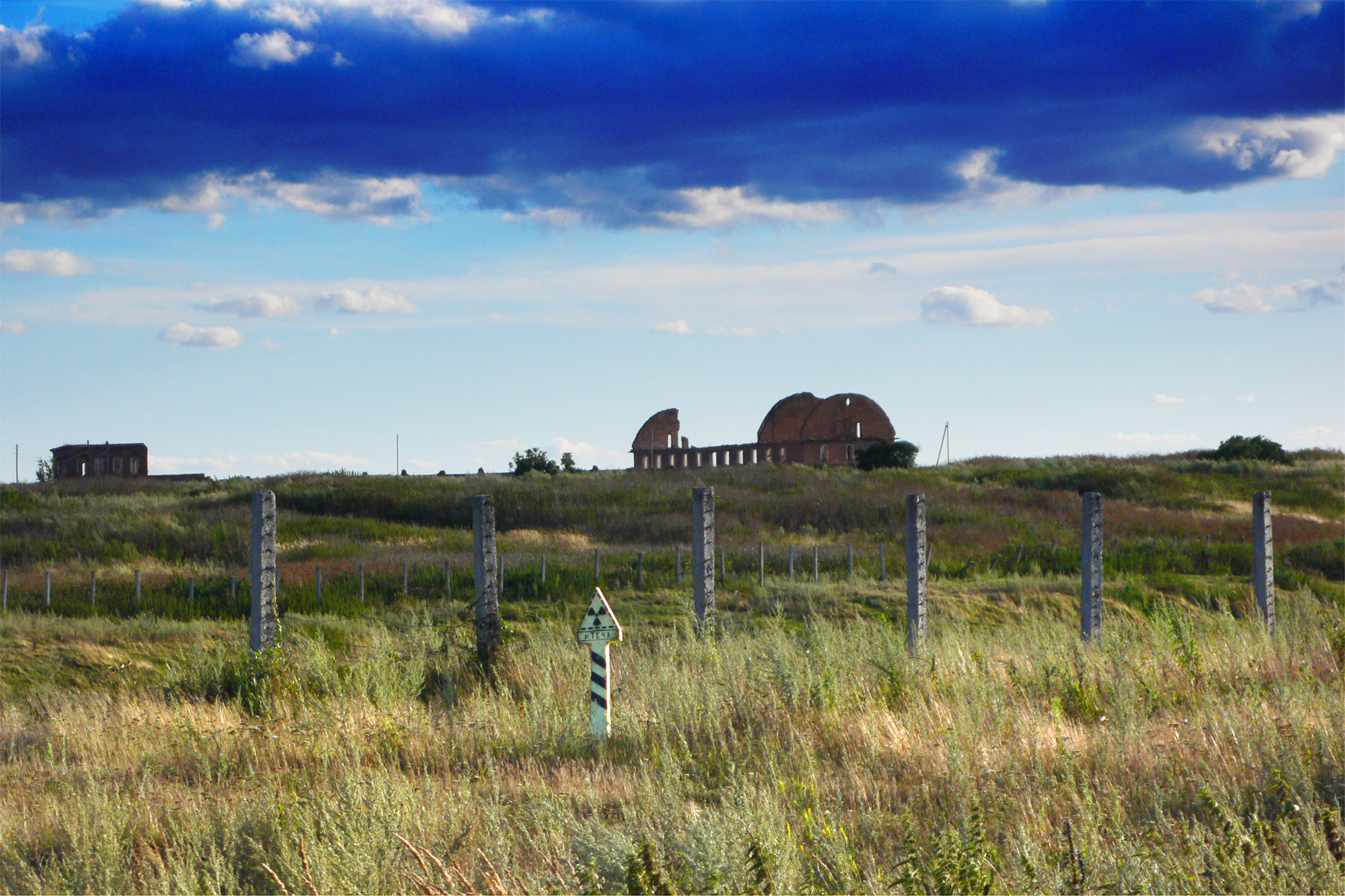
Остатки ограждения по берегам реки возле села Муслюмово. Ранее 2007 г.

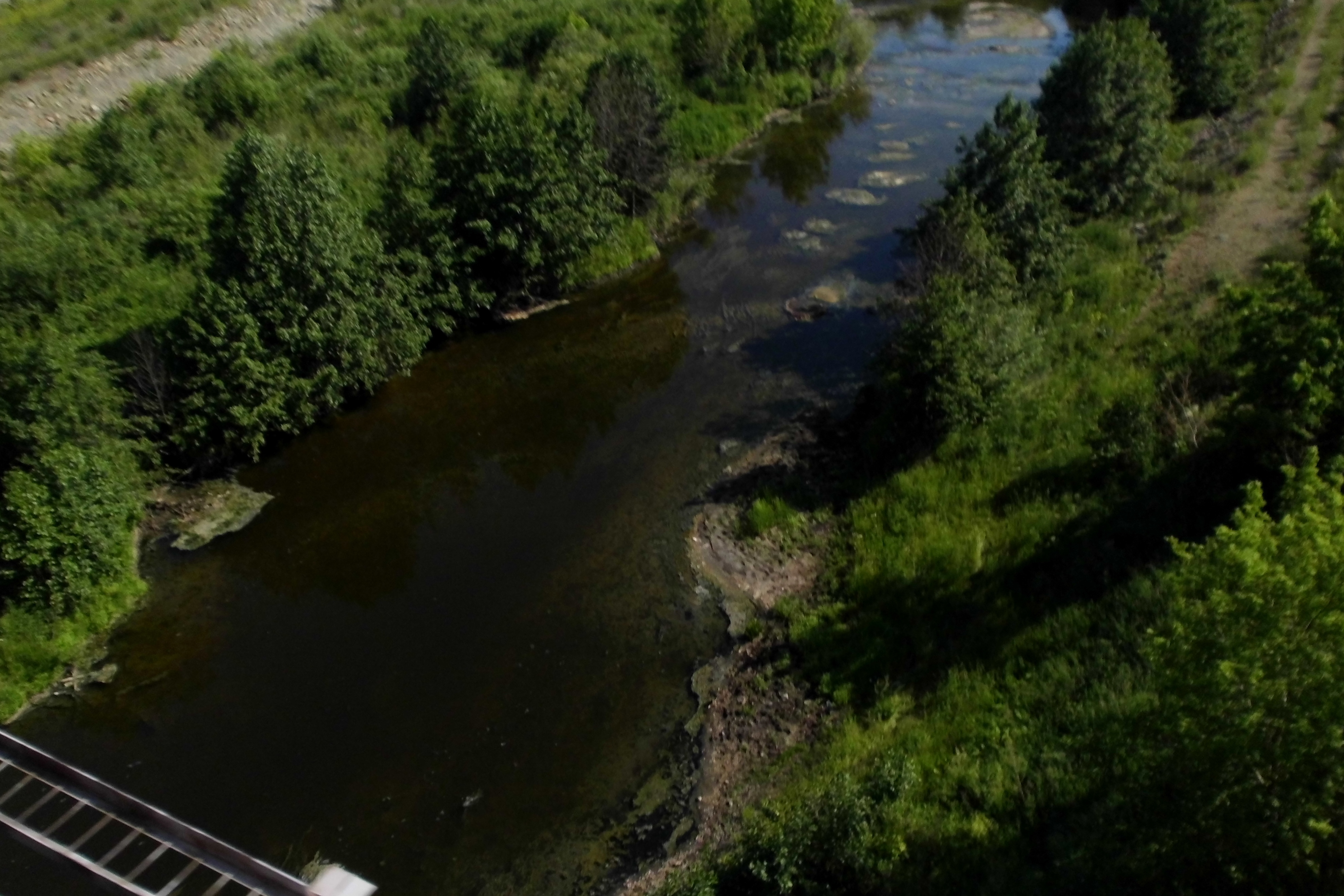
Берега и дно реки. 2018 г.

9 апреля 1945 года Правительством СССР было принято постановление о строительстве завода № 817 для производства атомной бомбы. В июне 1948 года первый в Евразии промышленный ядерный реактор «А-1» достиг проектной мощности. В январе 1949 года запущен радиохимический завод по выделению и переработке плутония. В феврале 1949 был запущен химико-металлургический завод по производству ядерного заряда. В дальнейшем на предприятии производились также источники ионизирующего излучения для других целей и ядерное топливо для атомных электростанций. С 2003 года предприятие перепрофилировано как Российское хранилище делящихся материалов (РХДМ) для переработки и хранения радиоактивных отходов.
Основное загрязнение реки Течи произошло в результате санкционированного и аварийного сброса жидких радиоактивных отходов ПО «Маяк» в открытую гидрографическую сеть. Были загрязнены вода, донные отложения и прибрежные участки реки. Радиационное загрязнение реки Течи проходит узким коридором по руслу и неравномерно по уровню ионизирующего излучения вдоль всего русла реки и в пойме в поперечных направлениях и изменяется по времени в зависимости от поступления в неё радионуклидов извне и гидрологии. В 1951 году были оборудованы пункты контроля за радиоактивностью воды в реке на плотине «П-4» и в населённых пунктах: Асаново, Надыров Мост, Муслюмово, Бродокалмак, Бугаево, Затеченское (перечислены в порядке расположения по течению реки). Так, в 1951 году удельная активность воды по суммарному β-распаду была от 9600 нКи/литр у плотины до 610 нКи/литр в Затеченском, в 1961 году от 15 нКи/литр в Муслюмово до 10 нКи/литр в Затеченском. Удельная активность верхних слоёв (10-15 см) донных отложений по суммарному β-распаду составляла в 1951 году от 20 600 мкКи/кг в Метлино до 9 мкКи/кг в Затеченском, в 1958 году от 2,7 мкКи/кг в Надыров Мосте до 0,2 мкКи/кг в Затеченском. При этом по ширине русла реки значения различались на одном и том же уровне в 10 и более раз. Мощность экспозиционной дозы по γ-излучению в прибрежной зоне составляла в 1952 году от 28 мкР/с в Теча-Броде до 0,018 мкР/с в Затеченском, в мае 1957 году от 1,2 мкР/с в Теча-Броде до 0,003 мкР/с (10,8 мкР/час) в Затеченском. Следствие этого загрязнения в том, что воду из реки стало невозможно использовать для питья, водопоя скота и полива, при этом само радиоактивное загрязнение не осязаемо. В то же время территории за пределами поймы и притоки реки Теча (за исключением верховья), видимо относительно безопасны для населения и хозяйственного использования. В силу естественных процессов в природе радиация в незначительных масштабах постепенно разносится на прилегающие к пойме территории и притоки реки мелкими животными, птицами, рыбами, ветром при высыхании ила после паводков (подобный разнос радионуклидов водными организмами наблюдался и в спецводоёмах и загрязнённых озёрах). Несмотря на значительное снижение радиоактивности в реке и прекращение сброса с технологических водоёмов, наблюдается вымывание радионуклидов с болот в верховье (в районе расположения бывшего населённого пункта Асаново ниже плотины водоёма «В-11»), талыми и дождевыми водами с площади водосбора, и с поймы во время половодья. Использование воды, купание, рыбная ловля и другие виды хозяйственной деятельности на реке Тече запрещены. Также, запрещено использование воды для питья и рыбная ловля на реке Исети ниже устья Течи.
Общий экономический ущерб, связанный с загрязнением реки Течи (только в пределах его бассейна), ориентировочно составляет около 1,5 млрд рублей (по состоянию и в ценах 1991 г.), из них ущерб от потери здоровья населением около 155 млн руб.
По состоянию на 2009 год в воде реки Течи (у посёлка Муслюмово) содержание стронция-90 составляло 10 Бк/л, что в 2 раза превышает уровень, выше которого требуется проведение мероприятий для защиты населения согласно НРБ-99/2009, а также превышает фоновый для рек уровень в 2000 раз. В воде реки Исеть ниже устьев Течи и Миасса (у посёлка Мехонское, после разбавления воды Течи незаражёнными водами Миасса и верхнего течения Исети) содержание стронция-90 составляло 0,82 Бк/л, что в 6 раз ниже уровня требующего неотложного вмешательства для снижения согласно НРБ-99/2009, но превышает фоновый для рек уровень приблизительно в 163 раза.

### Сброс жидких радиоактивных отходов
Первое загрязнение произошло в 1949 году. Причиной послужила вынужденная остановка выпарных аппаратов завода из-за неэффективности и угрозы их коррозионного разрушения вследствие многократного превышения проектной концентрации бихромата и других солей в жидких отходах, высокой радиоактивности отходящих паров и газов при упаривании, неизвестного тогда эффекта возрастания скорости коррозии металлов и сплавов под облучением и по другим причинам. Стальные подземные ёмкости, построенные для хранения упаренных высокоактивных жидких отходов, не могли вместить большие объёмы неупаренных отходов. Чтобы избежать остановки завода «Б», перерабатывающего облучённый уран, дающего концентрат плутония и высокоактивные жидкие отходы, руководство атомного проекта во главе с Л. П. Берией в 1949 году приняло решение сливать высокоактивные отходы предприятия прямо в реку Течу, что предусматривалось проектом для сброса только низко- и среднеактивных отходов.
В 1949—1951 годах была сброшена основная масса радионуклидов: около 12 ПБк стронция-90, 13 ПБк цезия-137, 106 ПБк короткоживущих радионуклидов. В период с 1951 по 1956 годы интенсивность сбросов активности в речную систему снизилась в 100 раз, а после 1956 года среднеактивные отходы стали поступать в открытую гидросеть в небольших количествах. Тем не менее, за период с 1949 по 1956 годы в экосистему реки Течи попало порядка 76 млн м³ сточных радиоактивных вод (среднеактивных), общей активностью по бета-излучению 2,75 МКи.
В Течу производились регламентные (предусмотренные штатной работой по проекту) и аварийные сбросы жидких радиоактивных отходов производства (низко- и среднеактивные с радиохимического производства, малоактивные с ядерных реакторов) в следующих объёмах:
- 1949 г. — май 1951 г.: сброшено через плотину «П-4» до 65 млн м³
- июнь — сентябрь 1951 г.: сброшено через плотину «П-4» около 62 млн м³
- октябрь 1951 г. — сброшено из водоёмов «В-3» и «В-4» около 21,2 млн м³.

Что выражалось в среднесуточном поступлении в реку суммарной β-активности:
- январь — ноябрь 1949 г.: 90 кюри в сутки (рутений-103 + рутений-106 — 55,6 %, цирконий-95 + ниобий-95 — 30 %, цезий-137 — 11 %, стронций-90 — 4,1 %, стронций-89 + барий-140 — 1,8 %);
- декабрь 1949 г. — февраль 1950 г.: 860 Ки/сут. (рутений-103 + рутений-106 — 45,3 %, цезий-137 — 21,2 %, стронций-90 — 15,3 %, цирконий-95 + ниобий-95 — 9 %, стронций-89 + барий-140 — 6,9 %, редкоземельные элементы — 5,7 %);
- март 1950 — ноябрь 1951 г.: 4300 Ки/сут. (редкоземельные элементы — 26,8 %, рутений-103 + рутений-106 — 25,9 %, цирконий-95 + ниобий-95 — 13,6 %, цезий-137 — 12,2 %, стронций-90 — 11,6 %, стронций-89 + барий-140 — 8,8 %);
- с 28 октября 1951 г. — в реку сбрасывалось до 100 Ки/сут., основные технологические отходы сливаются в Карачай (водоём «В-9»). В дальнейшем с 1956 года с постройкой плотины «П-10» и переключением стоков на Карачай, в реку сбрасывались в штатном режиме только малоактивные отходы 5-10 Ки/сут. по β-активности.

### Кыштымская авария
Авария, известная как Кыштымская авария, произошла на ПО «Маяк» в 1957 году, — взрыв ёмкости с высокорадиоактивными отходами — значительно усилила радиоактивное загрязнение реки на всём её протяжении ввиду выноса радиоактивных загрязнений ливневыми и паводковыми водами и вследствие работ по дезактивации загрязнённых на химкомбинате территорий, зданий и дорог методами смыва водой. Этот залповый выброс высокорадиоактивных отходов привёл к заражению почвы и близлежащих вод радионуклидами:
1. воздушным путём по направлению ветра в северо-восточном направлении образовав Восточно-Уральский радиоактивный след (ВУРС) от истоков реки Течи немного не достигнув города Тюмени;
2. водным путём на восток от места взрыва в расходящихся направлениях с (ВУРС) по гидрографическому направлению течения реки Течи. В ходе работ по ликвидации последствий взрыва для предотвращения распространения радиации населением были созданы санитарно-защитные охраняемые зоны в наиболее загрязнённых частях (ВУРС) и вдоль обоих берегов русла реки Течи. В течение 1958—1964 годов в верховьях реки Течи построены 4 пруда для очистки от загрязнений ПО «Маяк». В то же время озеро Карачай в верховьях реки Течи было переполнено радиоактивными отходами. С 1986 года велись работы по засыпке водоёма для предотвращения водной и ветровой эрозии[12]. 26 ноября 2015 года работы по консервации озера объявлены завершёнными[13].

Более 2000 человек из числа расширенной когорты наблюдения за пострадавшими вследствие выбросов 1949—1951 гг. в реку Течу были повторно подвержены непосредственному заражению в зоне ВУРС. На остальных не эвакуированных жителях прибрежных населённых пунктов авария 1957 года сказалась посредством дополнительного повышения радиоактивности реки.

### Смыв радионуклидов с площади водосбора

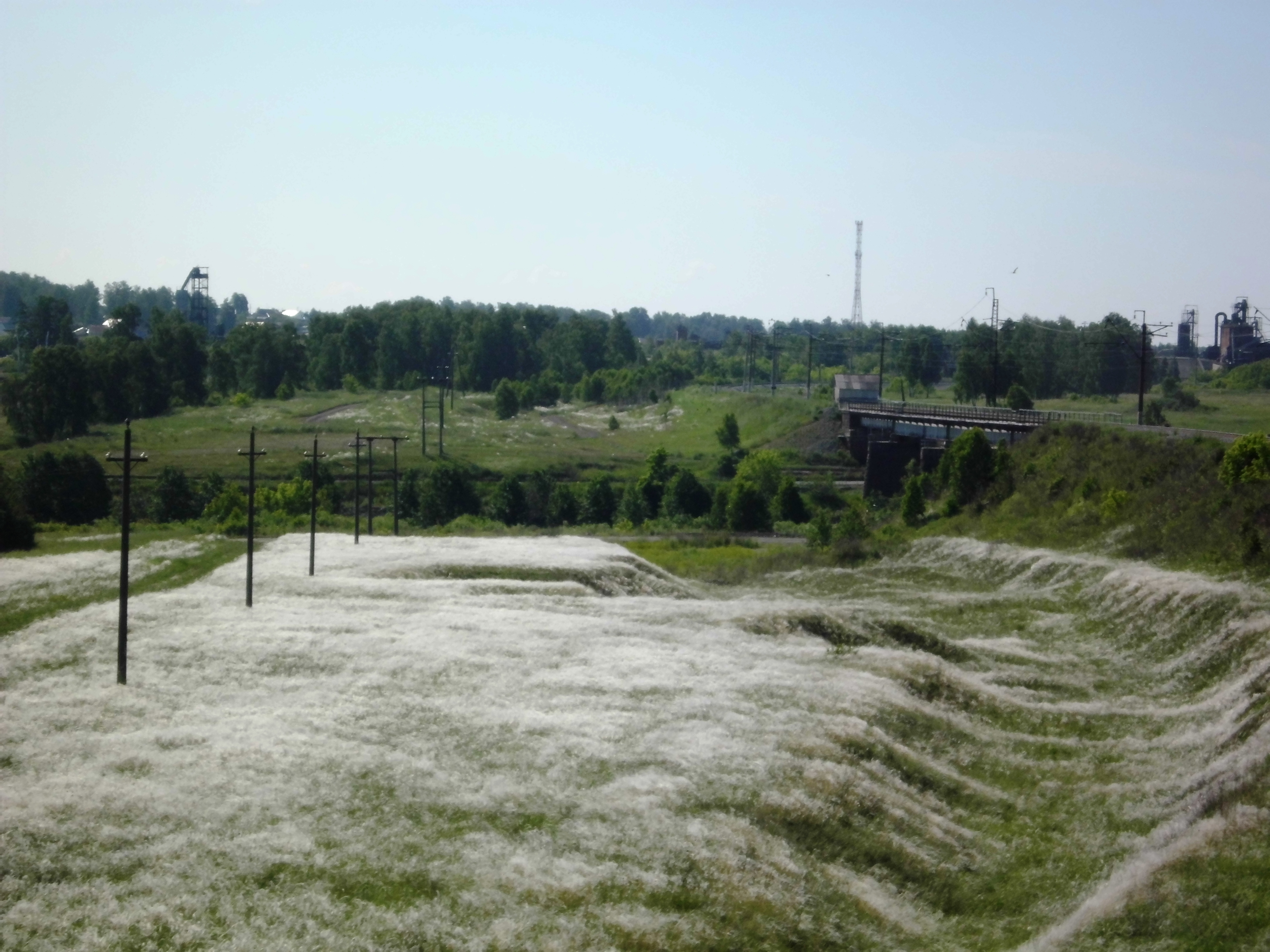
Железнодорожный мост на линии ЮУЖД Чурилово — Каменск-Уральский через реку Течу возле посёлка Муслюмово. Белым на солнце отсвечивают остья ячменя гривастого

Река загрязнялась и загрязняется не только при непосредственном сбросе в неё жидких радиоактивных отходов производства, но и при попадании в неё стока с болот в верховье, стоке в неё талых и дождевых вод с территории водосбора, в том числе и с начальной наиболее заражённой территории Восточно-Уральского радиоактивного следа. Кроме того, в первые годы производства из-за несовершенства системы очистки, на предприятии происходили и плановые выбросы в атмосферу газов и аэрозолей, содержащих йод-131 и радиоактивные изотопы инертных газов (в частности аргон-41), которые обнаруживались в радиусе до 70 км от ПО «Маяк». К настоящему времени (2006 год) эти выбросы не превышают предельно допустимых значений при штатном режиме работы. Но периодически случаются мелкие инциденты, сопровождаемые выбросом радионуклидов. В апреле 1967 года вследствие разноса ветром радиоактивной пыли, содержащей стронций-90, цезий-137, церий-144 с оголившихся береговых участков озера Карачай была дополнительно заражена часть площади водосбора верховья реки Течи и реки Мишеляк (общая площадь заражения территорий вокруг озера, преимущественно в восточном и северо-восточном направлении от озера ограниченная изолинией в 0,2 Ки/км² по стронцию-90 составила 1660 км² при 800 Ки, по цезию-137 — 4650 км² при 2360 Ки).

### Заболеваемость и смертность
Углублённые обследования жителей прибрежной зоны были начаты в 1951 году (в 1951 году было начато обследование только жителей села Метлино, обследование остальных населённых пунктов было начато позже) Институтом биофизики Минздрава СССР (ныне ГНЦ «ФМБЦ им. А. И. Бурназяна ФМБА России») с привлечением сотрудников медико-санитарной части № 71 завода. По результатам, был открыт в составе Челябинской областной больницы «Диспансер № 1 для лечения спецбольных при Челябинской областной больнице» подчинённый непосредственно 3-му Главному управлению Минздрава СССР. После аварии 1957 года к вопросам, связанным с радиационным загрязнением, влиянием его на здоровье человека, на живую природу, выработке мер защиты, определения безопасных уровней длительного воздействия ионизирующего излучения, реабилитации территории, в том числе возможности использования для сельскохозяйственных нужд, привлекался целый ряд НИИ, среди которых были Институт биофизики АМН СССР, Институт биофизики Минздрава СССР, Институт прикладной геофизики, Тимирязевская академия, МГУ, Агрофизический институт ВАСХНИЛ, Почвенный институт Минсельхоза СССР, Лаборатория лесоведения АН СССР, ВНИИ экспериментальной ветеринарии. В городе Челябинске были организованы филиал Ленинградского НИИ радиационной гигиены (ныне Санкт-Петербургский НИИ радиационной гигиены им. П. В. Рамзаева Роспотребнадзора), а также комплексная сельскохозяйственная научно-исследовательская радиологическая лаборатория (ныне Уральский отдел ФГБНУ «ВНИИВСГЭ — филиал ФГБНУ ФНЦ ВИЭВ РАН»). В декабре 1962 года образован в городе Челябинске филиал № 4 (ныне ФГБУН «УНПЦ РМ ФМБА России») Института биофизики Минздрава СССР. Результаты многолетних наблюдений, исследований в бассейне реки Течи и на территории ВУРС в последующем имели немалое значение в разработке нормативов безопасных уровней радиоактивного излучения, мероприятий по ликвидации последствий радиоактивного заражения, в развитии радиобиологии, радиационной медицины и гигиены, также, были применены при ликвидации последствий аварии на Чернобыльской АЭС.
Вследствие запоздалого отселения жителей, более чем у 8 % жителей уровень поглощённой дозы красным костным мозгом была более 1 грея, а в верховьях реки и до 3-4 Гр, всё это приводило к развитию хронической лучевой болезни. Облучение жителей происходило γ-излучением донных отложений, пойменной почвы, также повышенный γ-фон имелся в некоторых местах самих населённых пунктов попавшими туда изотопами при использовании воды для полива и других хозяйственных нужд, с экскрементами животных. γ-излучение возникало в процессе распада цезия-137, циркония-85, ниобия-85, рутения-103, рутения-106. Внутреннее облучение жителей происходило вследствие поступления в организм β-излучающих радионуклидов с водой, рыбой, молоком, овощами с огородов. Наиболее долгоживущим, соответственно вносящим наибольший вклад из изотопов являлся стронций-90, к тому же он депонировался в организме в костной ткани и являлся источником облучения даже после отселения и прекращения доступа радионуклидов извне, поэтому он был выбран в качестве маркёрного. Оценка доз полученного жителями облучения с 1951 года проводилась посмертно путём радиометрии костей при вскрытии, с 1959 года проводилось прижизненно измерением β-активности зубов, с 1974 года измерения проводились на специально разработанном для данного случая счётчике СИЧ-9.1 (счётчик излучения человека). Внутриутробная доза облучения была не более 334 мЗв, у рождённых в 1950—1956 годах в среднем равнялась 25 мЗв, при этом вклад вносил и стронций-90, накопленный в костях женщины.
Расширенная когорта реки Течи по состоянию на 2003 год включает 29 944 человека, родившихся до 1950 года и проживавших на берегах реки в течение любого временного интервала между 1950 и 1960 годами (из них 25 057 проживали там в 1950—1952 годах, 4887 приехали на проживание в 1953—1960 годах, при этом 18 479 проживало в Челябинской области изначально, 3658 приехало из других регионов) и 22 070 человек из числа их потомков рождённых в 1950—1996 годы (к ним отнесены потомки первого и второго поколения, у которых один или оба родителя подвергались облучению, при этом из числа потомков первого поколения около половины сами подвергались облучению после рождения). Для большинства лиц, включённых в эту когорту, имеется информация о жизненном статусе и причинах смерти. Установлено зависимое от дозы повышение уровня онкосмертности среди членов когорты. Представлены предварительные оценки радиационного риска злокачественных новообразований на основе данных о смертности. В анализ были включены 1842 случая смерти от злокачественных опухолей, и 61 случай смерти от лейкозов. Как показывают расчёты, около 2,5-3 % случаев смерти от злокачественных опухолей и 60-63 % случаев смерти от лейкозов в этой когорте связаны с воздействием ионизирующего излучения. При изучении этих вопросов использовались и данные Челябинского областного онкологического диспансера (ныне Челябинский областной клинический центр онкологии и ядерной медицины).
При парламентских слушаниях экспертной группы Верховного Совета СССР в 1990 году было установлено, что 935 человек из числа проживающих в населённых пунктах верховья Течи был выставлен диагноз хронической лучевой болезни с 1956 года, из них 217 умерло, судьба 106 не известна в связи с убытием на другое место жительства. Кроме того, у 17-23,6 % жителей были зарегистрированы лучевые реакции. Смертность в наблюдаемой группе была выше по сравнению со смертностью остальных жителей тех же районов на 17-23,6 %. Всего воздействию ионизирующего излучения подвержено было около 124 000 человек живших на берегу Течи из них у 3-5 % могла развиться хроническая лучевая болезнь. В заключении экспертной группы Верховного Совета СССР указывалось, что к примеру в селе Метлино в 1956 году была выявлена хроническая лучевая болезнь у 64,7 % взрослого и 63,15 % детского осмотренного населения, при этом осмотру подверглись не все подвергшиеся воздействию ионизирующего излучения. В среднем жителями села была получена эквивалентная доза излучения в 170 бэр.
По состоянию на 2000 год из этой когорты 48 % умерло (всего от любой причины), 39 % были живы, 13 % выехали в другие регионы и наблюдение за ними прекращено. При этом постоянное наблюдение и отслеживание связи смертности от онкозаболеваний с фактом проживания на заражённой территории было начато только в 1956 году. За период наблюдения у жителей проживающих в прибрежных населённых пунктах отмечалось повышение случаев рождаемости разнояйцевых близнецов до 1,9 %, было даже 15 случаев троен, а у отселённых жителей верховья реки наблюдалось наоборот снижение случаев рождения близнецов. С учётом последствий атомных взрывов в Хиросиме и Нагасаки, велось наблюдение и за психическим здоровьем населения, так было отмечено увеличение рождения детей с разными степенями олигофрении (вплоть до имбецильности и идиотии), но не зафиксировано случаев значимого увеличения синдрома Дауна.

### Влияние на естественный биоценоз
В 2010-х годах вместо ограждения участков реки колючей проволокой (проводилось в 1977 году и повторно в 2005 г.), разбираемой жителями на металлолом, пойма реки была обсажена древесно-кустарниковой растительностью. Растения в пойме реки тоже подвержены радиоактивному загрязнению, в частности при отселении жителей прибрежных населённых пунктов было выявлено повышенное содержание радионуклидов в печах, при топке которых использовались дрова из поймы. Повышенный уровень радиоактивности имеет и рыба, имелись неоднократные случаи ловли и сбыта такой рыбы.
Радионуклиды накапливаются и в других животных, в частности в диких водоплавающих птицах, причём в некоторых случаях до уровней, когда их употребление в пищу становится опасным. Животные способствуют разносу радионуклидов по суше, к примеру, в 10 км от Теченского каскада водоёмов в деревянных постройках детского оздоровительного лагеря были обнаружены очаговые загрязнения β-радионуклидами, обусловленные экскрементами летучих мышей.

### Уголовное дело Садовникова
В 2005 году Генеральная прокуратура РФ возбудила уголовное дело в отношении гендиректора «Маяка» Виталия Садовникова. По данным прокуратуры, с 2001 по 2004 год предприятие незаконно сбросило в озеро Карачай 60 миллионов кубометров радиоактивных отходов. Садовников же, по мнению следствия, зная о поступлении жидких радиоактивных отходов в открытую гидрографическую сеть, не принял мер к решению вопросов экологической безопасности, хотя имел для этого денежные средства.
11 мая 2006 года уголовное дело Садовникова было прекращено по нереабилитирующим основаниям в ходе предварительного слушания. Челябинский областной суд счёл, что экс-руководитель «Маяка» попадает под амнистию, объявленную Госдумой в 2006 году в связи со 100-летием палаты. Прокуратура была намерена обжаловать это решение.

## Населённые пункты
К 1950 году на берегах реки Течи располагался 41 населённый пункт с общим числом жителей около 23 500 человек. Основной деятельностью в них было сельское хозяйство, источником водоснабжения для питьевых и хозяйственно-бытовых нужд в них являлась река Теча. Масштабные мероприятия по защите населения начались в 1951 году с уменьшения стоков радиоактивных веществ в реку, частичного отселения села Метлино и возведения Теченского каскада водоёмов. К 1965 году комплекс мер по защите населения от радиации дополнился изъятием из земплепользования 8000 га земель в пойме реки загрязнённых радионуклидами во время паводков, ограждением и охраной поймы возле населённых пунктов, оборудованием в них водопроводов, колодцев и артезианских скважин, переселением жителей из мест с повышенным уровнем γ-излучения. К 1960 году было переселено 7500 жителей из 20 населённых пунктов. При этом широкому кругу населения не объяснялись истинные причины проводимых мероприятий и возможные последствия нарушений запретов для здоровья. К моменту переселения часть короткоживущих изотопов практический уже распалась, а населением уже была получена основная доза поглощённого излучения, отчего эта мера была запоздалой и малоэффективной. По обследованиям в 1980—1990-х годах, у 1 % населения прибрежных сёл, даже спустя 25—30 лет содержание стронция-90 в организме превышало 2 мкКи. По состоянию на 1991 год ориентировочные общие суммарные остаточные запасы радионуклидов в пойме и донных отложениях реки Течи (ниже плотины водоёма «В-11» и до устья) у разных исследователей разнятся и достигали 1700 Ки стронция-90 и 6300 Ки цезия-137.
Населённые пункты, располагавшиеся (или располагающиеся) вдоль русла реки, население которых при проживании в них официально признано подвергшимся воздействию ионизирующего излучения вследствие попадания в организм радионуклидов из реки:
| Район, в составе которого находится (находился) | Жители были отселены в 1949—1962 годах                                                                                        | Жители проживали в 1949—1956 годах и получили накопленную эффективную дозу облучения свыше 0,07 (или 0,35) Зв | По состоянию на 1999 г. отселение было произведено частично |
| ----------------------------------------------- | --- | --- | ----------------------------------------------------------- |
| Челябинская область                             | | |                                                             |
| Аргаяшский                                      | Лесные Поляны (Соловьи), Назарово, Новое Асаново, Старое Асаново, Теча-Брод                                                   | |                                                             |
| Каслинский                                      | Метлино | |                                                             |
| Красноармейский                                 | Бакланово, Бродокалмак, Ветродуйка, Нижне-Петропавловское, Осолодка, Паново, Черепаново                                       | Бродокалмак, Нижне-Петропавловское, Русская Теча                                                              | Бродокалмак, Нижне-Петропавловское                          |
| Кунашакский                                     | Заманиха, Курманово, Карпино, Муслюмово, посёлок Подсобного хозяйства треста 42, посёлок Течинской геолого-разведочной партии | Муслюмово | Муслюмово                                                   |
| Кыштымский                                      | Татыш (совхоз № 1) | |                                                             |
| Сосновский                                      | Большое Исаево, Герасимовка, Ибрагимово, Малое Таскино, Надырово, Надыров Мост                                                | |                                                             |
| Курганская область                              | | |                                                             |
| Далматовский                                    | Ганино, Дубасово (Ясная Поляна), Затеченское, Ключевское, Марково, Першино, Чигинева                                          | Дубасово (Ясная Поляна), Затеченское, Першино                                                                 | Затеченское, Ключевское, Першино, Чигинева                  |
| Катайский                                       | Анчугово, Бугаево, Лобаново, Новая Белоярка, Прогресс, Шутиха                                                                 | Анчугово, Бисерово, Бугаево, Верхняя Теча, Лобаново, Скилягино                                                | Анчугово, Бугаево, Лобаново, Шутиха                         |